# Parafia św. Jana Chrzciciela w Krakowie
Parafia św. Jana Chrzciciela w Krakowie – parafia rzymskokatolicka należąca do dekanatu Kraków-Prądnik archidiecezji krakowskiej przy ulicy Dobrego Pasterza.
Została utworzona 18 maja 1982. Kościół parafialny, budowany w latach 1984-1989, konsekrowano 16 grudnia 2000.

## Zasięg parafii
Ulice: Aliny, Antyczna, Janka Bachledy, Balladyny, Biczana, O. Boznańskiej, J. Brzechwy, Pana Cogito, Dobrego Pasterza od nru 93, Dziedzica, Harnasiów, Janosika, Bora Komorowskiego 15, Kazimierza Odnowiciela, Krzesławicka, Kwartowa, Liryczna, Łuszczkiewicza, Marchołta, Naczelna, Nikifora, Olszecka, Powstańców 30, 30a, 30b, 30c, 32, 32ab, 34, 34a, 36, 38, 40, 42, 44, 46, Promienistych, Reduty 29 i 31, Rozrywki, Sabały, Skalbmierska, Słoneckiego, Strzelców.

## Wspólnoty parafialne
- Duszpasterska Rada Parafialna
- Liturgiczna Służba Ołtarza
  - ministranci
  - lektorzy
  - nadzwyczajni szafarze Komunii Świętej
- Ruch Światło-Życie
  - Oaza Dzieci Bożych
  - wspólnota młodzieżowa „Oaza u św. Jana Chrzciciela”
  - wspólnota dorosłych „Wody Jordanu”
  - Domowy Kościół
  - Krucjata Wyzwolenia Człowieka (diakonia wyzwolenia)
- Grupa misyjna dzieci „Karolki – chrześcijańscy pomocnicy”
- schola dziecięca „Świętojańskie Nutki”
- Krąg biblijny
- Diakonia modlitewna
- Diakonia życia (wolontariat opieki nad potrzebującymi, wypożyczalnia sprzętu rehabilitacyjnego i medycznego)
- chór mieszany „Vox Clamantis”
- Żywy Różaniec
- Katolickie Zrzeszenie Kolejarzy
- Arcybractwo Straży Honorowej Najświętszego Serca Pana Jezusa
- Grupa charytatywna
- Rycerze Kolumba
- Koło Przyjaciół Radia Maryja

Wcześniej w parafii działały także wspólnoty:
- Akcja Katolicka
- Katolickie Stowarzyszenie Młodzieży
- młodzieżowy zespół muzyczny „Psalterion”
- świetlica dla dzieci św. Filipa Neri
- Parafialny Klub Sportowy „Jan”
- grupa studencka
- młodzież niepełnosprawna „Bratki”
- Świętojańska Szkoła dla Rodziców (szkoła rodzenia)

## Zakony pomocnicze
- Siostry Służebniczki starowiejskie do 2011
- Siostry Nazaretanki